# La Douche du colonel
La Douche du colonel je francouzský němý film z roku 1902. Režisérem je Georges Méliès (1861–1938). Film trvá zhruba jednu minutu a natočen byl možná už v roce 1901.

## Děj
Zatímco dva malíří natírají na lešení oblouk městské brány, dole pod nimi je skupina vojáků, která se seřadí před přicházejícím velícím důstojníkem. Když si důstojník sedne na stoličku, aby si mohl přečíst dokumentaci o jednom z vojáků, jeden z malířů na něj vylije kbelík plný bílé barvy, čímž ho donutí opustit stanoviště.